# Kara Walker
Kara Elizabeth Walker (Stockton, 26 november 1969) is een Amerikaanse hedendaagse schilder, silhouettist, printmaker, installatiekunstenaar en filmmaker. In haar werk onderzoekt ze thematiek als ras, gender, seksualiteit, geweld en identiteit. Ze is het meest bekend van haar kamergrote tableaux van zwarte uitgeknipte papieren silhouetten. Walker woont in New York en heeft lange tijd aan Columbia-universiteit gedoceerd. Vanaf 2015 werkte ze voor vijf jaar als Tepper Chair in de beeldende kunsten op de Mason Gross School of the Arts, Rutgers University.

## Achtergrond
Walker is een dochter van Larry Walker (geboren in 1935), die als schilder en professor werkte. Haar moeder Gwendolyn had een baan als administratief medewerkster. Over haar vaders invloed herinnert Walker zich het volgende: "In een van mijn vroegste herinneringen zit ik op mijn vaders schoot in zijn studio in de garage van ons huis en kijk ik hoe hij tekent. Ik weet nog dat ik dacht: 'Ik wil dat ook doen', en ik heb min of meer toen en daar, op 2,5- à 3-jarige leeftijd, besloten dat ik ook een kunstenaar was, net als papa."
Walkers familie verhuisde uiteindelijk naar Atlanta, waar haar vader een functie kreeg aan de Georgia State University. De familie ging in Stone Mountain wonen.
Kara Walker haalde haar Bachelor of Fine Arts in 1991 aan het Atlanta College of Art en haar Master of Fine Arts in 1994 aan de Rhode Island School of Design. Walker vond het niet makkelijk om ras als thema aan te snijden tijdens haar eerste collegejaren. Tijdens haar Master aan de Rhode Island School of Design leerde ze steeds beter om ras vorm te geven in haar kunst. Ze maakte zich echter wel zorgen dat mensen haar kunst 'typisch' of 'voor de hand liggend' zouden vinden, omdat ras zo'n grote rol speelde in haar werk.
Volgens Holland Cotter, kunstcriticus voor The New York Times, had "niets uit [Walkers] jeugd haar voorbestemd voor deze taak. Geboren in 1969 en groeide ze op in een geïntegreerde buitenwijk in Californië, als onderdeel van een generatie voor wie de verheffing en hevigheid van de mensenrechtenbeweging en de urgente woede van de Black Power voelde als het nieuws van gisteren." Walker verhuisde naar Georgia, waar haar vader oorspronkelijk vandaan kwam, toen ze 13 was. Haar vader had daar een functie aan de Georgia State University geaccepteerd. Dit bleek een cultuurschok voor de jonge kunstenaar: "In schril contrast met het wijdverbreide multiculturele milieu waarin Walker in het kustgebied van Californië was opgegroeid, werden er in Stone Mountain nog steeds bijeenkomsten van de Ku Klux Klan gehouden. Over haar nieuwe middelbare school herinnert Walker zich: "Ik werd een 'nigger' genoemd, ze zeiden dat ik op een aap leek, werd beschuldigd (ik wist toen nog niet dat het een beschuldiging was) van dat ik een 'Yankee' was."

## Werk en carrière
Walker is het meest bekend van haar panoramische friezen van uitgeknipte papieren silhouetten, meestal zwarte figuren tegen een witte muur, die over de geschiedenis van Amerikaanse slavernij en racisme gaan, door het gebruik van gewelddadige en onthutsende beelden. Ze heeft ook werk vervaardigd in gouache, aquarel, video-animatie, schaduwpoppen, 'magische lantaarn'-projecties, maar ze heeft ook grootschalige installaties gemaakt, zoals haar ambitieuze publieke expositie met Creative Time genaamd A Subtlety (2014). De zwarte en witte silhouetten confronteren de realiteit van geschiedenis, en benadrukken als stereotypen (die nog uit de tijd van de slavernij stammen) eveneens de nog altijd aanwezige problemen van vandaag de dag. Haar ontdekkingstocht naar Amerikaans racisme kan ook op andere landen en culturen worden toegepast met betrekking tot de relatie tussen ras en gender. Het herinnert ons aan de kracht van kunst om bestaande conventies omver te werpen.
De kunstwereld merkte haar voor het eerst op in 1994 met haar muurkunstwerk Gone, An Historical Romance of a Civil War as It Occurred Between the Dusky Thighs of One Young Negress and Her Heart. Dit van papier uitgeknipte muurkunstwerk presenteert een ouderwetse Amerikaanse zuiderling en zit vol met seks en slavernij. Het werk was meteen een hit. Op 27-jarige leeftijd was ze de op een na jongste die de 'genieën'-beurs van de John D. and Catherine T. MacArthur Foundation ontving.
Ze is onder andere beïnvloed door Adrian Piper, een Amerikaanse conceptuele kunstenares en filosofe, "die met haar identiteit speelde als licht-getinte zwarte vrouw om racisme uit de vergetelheid te trekken met" politieke zelfportretten die ostracisme aanstippen, anders-zijn, en racisme. Als invloeden voor Walker zijn eveneens Andy Warhol en Robert Colescott te herkennen.
Walkers silhouetten zijn bedoeld om de discussie over identiteit- en genderproblemen te openen, met name voor Afrikaans-Amerikaanse vrouwen. Omdat Walkers werk zo confronterend is, doet het ook wel denken aan Andy Warhols popart gedurende de jaren 60 (en inderdaad, Walker zegt dat ze Warhol bewonderde als kind). Haar nachtmerrie-achtige en fantasievolle beelden wekken ook een filmachtige indruk. Walker gebruikt plaatjes uit geschiedenisboeken om te laten zien hoe Afrikaans-Amerikaanse slaven werden afgebeeld tijdens de Antebellum South (een economisch voorspoedige periode in het zuiden van de VS in de 18e en 19e eeuw). Het silhouet is typisch voor de Amerikaanse kunstgeschiedenis; het werd vaak gebruikt voor familieportretten en boekillustraties. Walker zet die traditie voort, maar gebruikte haar om personages te creëren in een nachtmerriewereld, een wereld die de brutaliteit van Amerikaans racisme en ongelijkheid onthult.